# Marburger Tapetenfabrik
La Marburger Tapetenfabrik compte parmi les plus anciens fabricants de papiers peints d’Europe et propose ses produits sous la marque « Marburg Wallcoverings ». 

## Histoire

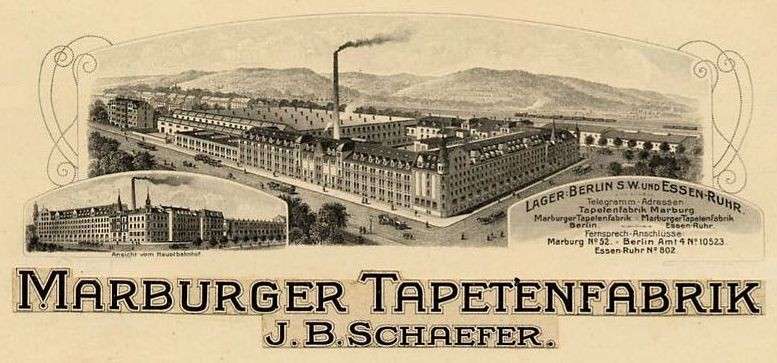
L’usine de papiers peints quand elle était encore à Marbourg

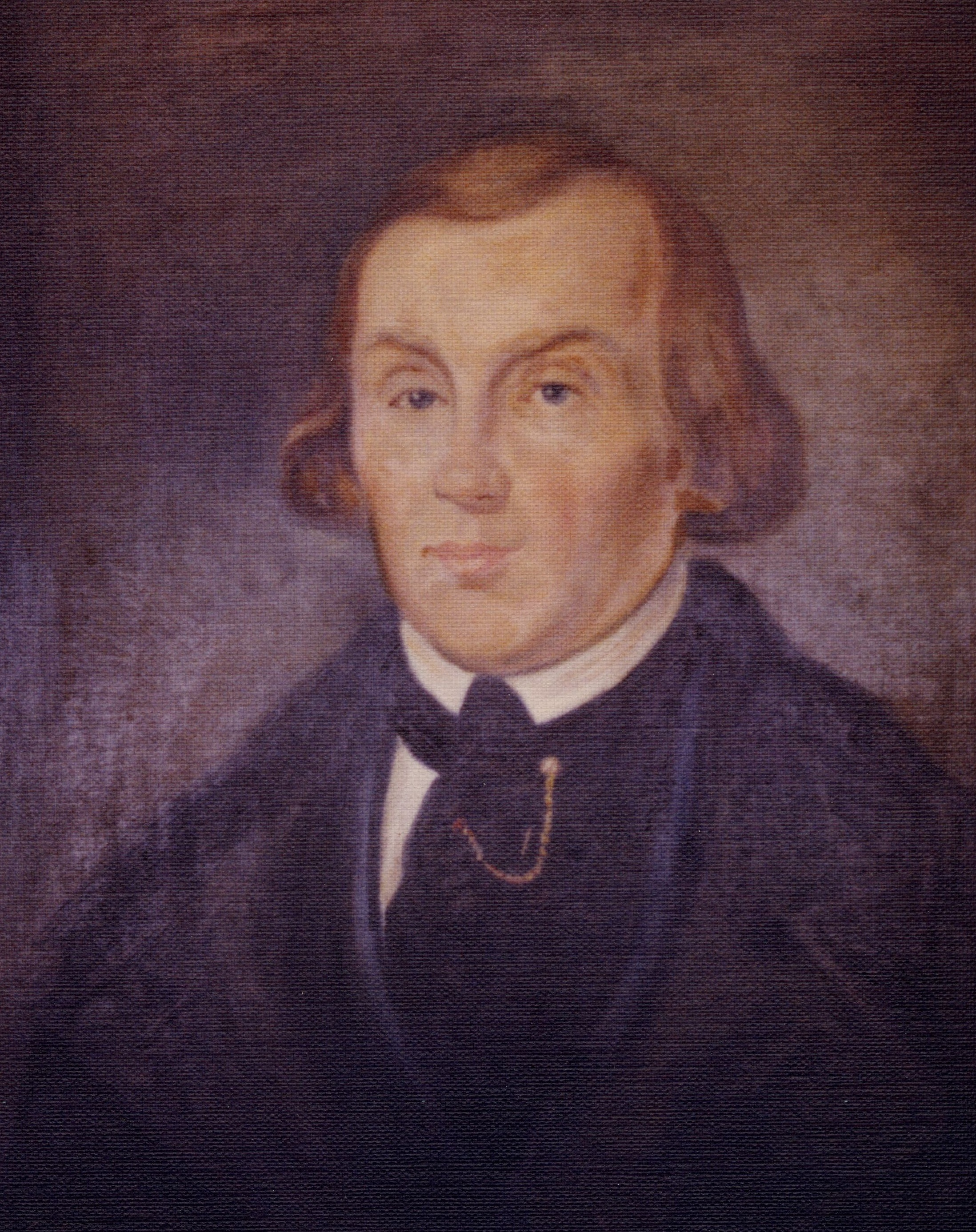
Bertram Schaefer

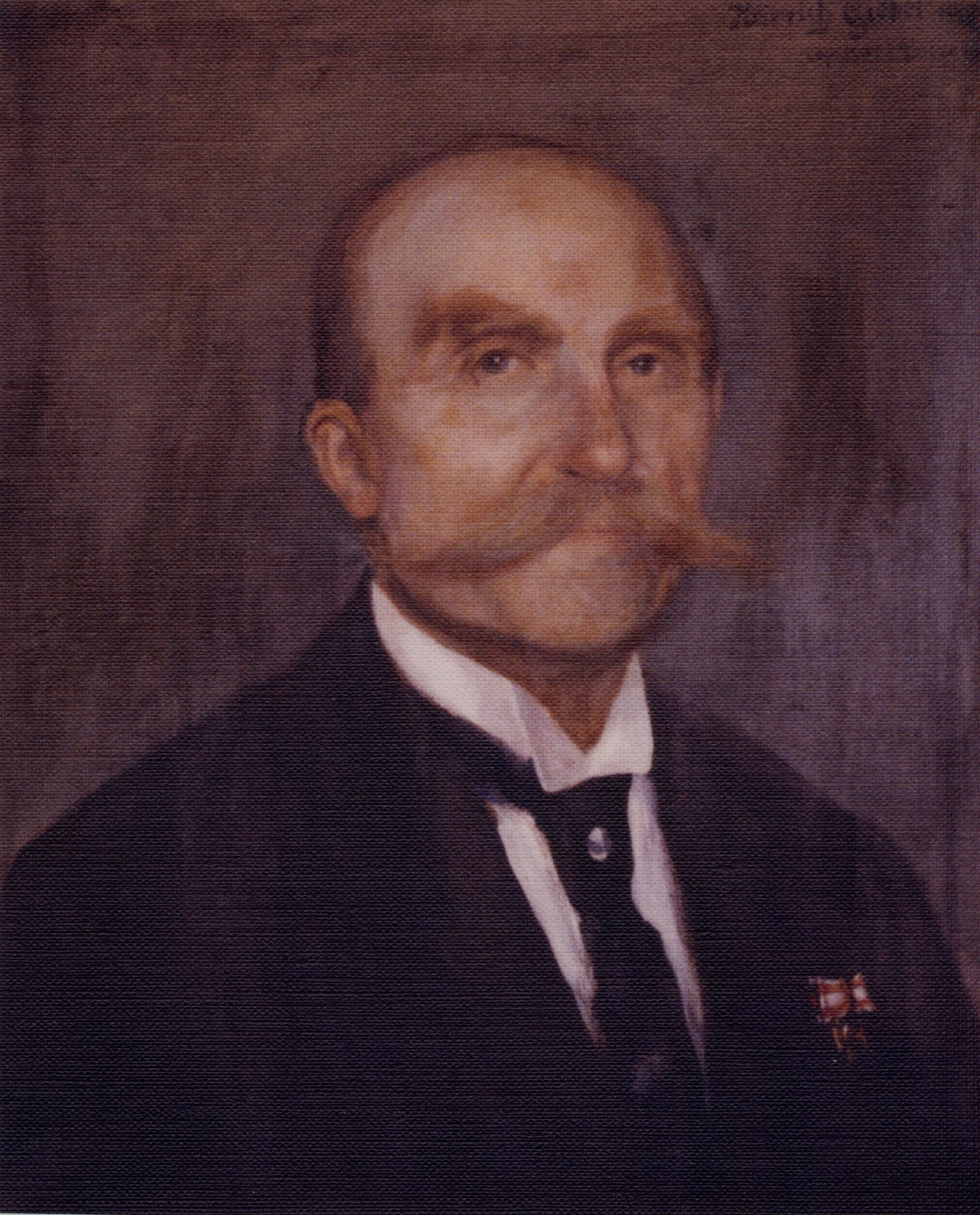
Conrad Schaefer

La Marburger Tapetenfabrik a développé les premiers papiers peints à raccord libre, les papiers peints textiles et les papiers peints en vinyle expansé ainsi que le papier peint intissé.
La Marburger Tapetenfabrik, une véritable entreprise familiale dans sa cinquième génération. Johann Bertram Schaefer ouvrit en 1845 un magasin spécialisé en décoration intérieure à Marbourg et commença en 1879 à fabriquer du papier peint. La société siégea à Marbourg jusqu’à la Seconde Guerre mondiale. Le nouveau siège de la société se situe depuis les années 1950 à Kirchhain. C’est exclusivement là que les papiers peints et revêtements muraux  sont fabriqués.
La Marburger Tapetenfabrik fabrique plus de 4 000 papiers peints différents. L’essentiel des collections se situe dans des segments de prix moyens à élevés. De tous les fabricants de papiers peints, la Marburger Tapetenfabrik produit le plus grand nombre de papiers peints intissés modernes.
La Marburger Tapetenfabrik est également célèbre pour ses revêtements muraux techniques, qui isolent des rayons X et de la pollution électromagnétique. Ce concept a été perfectionné pour obtenir un papier peint anti écoute.
Marburg Wallcoverings exporte dans 80 pays. En plus des pays de la Communauté Européenne, les principaux pays d’exportation sont les États-Unis, la Russie et la Chine.
La Marburger Tapetenfabrik a présenté, à l’occasion du changement de millénaire, la première collection de papiers peints d’Ulf Moritz. Suivirent Luigi Colani, Werner Berges, Karim Rashid et Zaha Hadid.

## Protection de l’environnement et développement durable
Depuis 1991, tous les papiers peints Marburg sont fabriqués selon le label RAL-GZ-479. Les critères RAL ont été développés par la Verband der Deutschen Tapetenindustrie(Union allemande des fabricants de papiers peints) sous la direction de la Marburger Tapetenfabrik.
Ainsi, la postcombustion thermique garantit un échappement de gaz propre et presque exempt de résidus. Depuis 1998, la Marburger Tapetenfabrik utilise la chaleur résiduelle pour se chauffer (gestion en circuit fermé). La société fait appel à des sociétés externes spécialisées pour l'élimination de ses déchets.
Depuis 1990, la Marburger Tapetenfabrik est le seul fabricant de papiers peints certifié par la norme DIN EN ISO 9001 (gestion de la qualité). Des audits externes obligatoires vérifient chaque année que l’entreprise peut conserver sa certification. La norme DIN EN ISO 9001 fixe entre autres des objectifs écologiques dans la stratégie qualité, pour le développement des produits, pour la protection de l’environnement dans la technique de production et pour une récupération des restes respectueuse de l’environnement.

## Innovations
| 1990 | - Brevet – structure décorative sur les intissés à peindre, premier revêtement mural intissé                                        |
| 1992 | - SuproNova – profil structuré, sans PVC et sans plastifiants (breveté)                                                             |
| 1996 | - Papier peint à isolation électromagnétique – Support de papier peint pour l’isolation des champs électromagnétiques, certifié TÜV |

## Collaboration avec artistes et designers
| 1954    | - Nouvelle habitation – première collection avec petits motifs graphiques après la Seconde Guerre mondiale (Professeur Hans Leistikow) - Nouvelle forme – première collection abstraite de papiers peints en tissu, design Elsbeth Kupferoth |
| 1972    | - X-art-walls – nombreux papiers peints d’artistes célèbres: Allen Jones, Niki de Saint Phalle, Jean Tinguely, Paul Wunderlich, Werner Berges                                                                                                |
| 1997    | - Janosch – Collection pour chambres d’enfants du célèbre auteur de livres pour enfants |
| 2000    | - Ulf Moritz 1 – Points marquants de design dans le domaine de l’avant-garde - Le papier peint avec la souris – Collection pour chambres d'enfants autour du programme TV « Die Sendung mit der Maus »                                       |
| 2001    | - Felix – Collection sous licence autour de la série de livres pour enfants du lapin en peluche « Felix » |
| ab 2001 | - Art Borders – Éditions d’artistes de R. J. Anuszkiewicz, Ulf Moritz, Karim Rashid, Werner Berges Art, Luigi Colani, Zaha Hadid |

## Prix
- 2004 – Champion de Hesse (Association des organisations patronales de Hesse)
- 2005 – Grand prix de la classe moyenne (Fondation Oskar-Patzelt)
- 2006 – Prix de l’innovation du magazine d’architecture AIT
- 2006 – Entreprise de l’année (Formation continue/eurodecor 2007)
- 2007 – Grand prix de la classe moyenne (Fondation Oskar-Patzelt)
- 2007 – Label éducation de la chambre de commerce et d’industrie de Hesse du Nord
- 2009 – Grand prix de la classe moyenne (Fondation Oskar-Patzelt)
- 2010 – Prix de l’innovation du magazine d’architecture AIT
- 2010 – Nomination au Prix allemand du design 2011, Salon de Francfort-sur-le-Main/Conseil pour le façonnage
- 2012 – Médaille d'honneur de la Fondation Oskar-Patzelt